# Federación Peruana de Golf
La Federación Peruana de Golf es la entidad encargada de velar y promocionar el desarrollo del golf en el Perú. Fue fundada en 1953 bajo el nombre de Comisión Nacional de Golf y su primer Presidente fue don Alfredo Porras Cáceres. Recién se convierte en Federación Peruana de Golf en el año 1965.
Su actual Presidente es Martín Serkovic y su Director Ejecutivo es Martín Alarco Marcó del Pont. Las oficinas principales se encuentran ubicadas en el distrito de San Isidro, muy cerca al Lima Golf Club.

## Clubes afiliados
La Federación cuenta con 12 clubes afiliados:
- Lima Golf Club
- Los Inkas Golf Club
- Country Club La Planicie
- Country Club de Villa
- Granja Azul Country Club de Golf
- Los Andes Golf Club (Ex Club de Golf de Huampaní)
- Asia Golf Club
- Arequipa Golf Club
- Golf & Country Club de Trujillo
- Club Deportivo Las Lomas
- Cuajone Country Club
- Toquepala Golf Club

También estuvo afiliado el Club de Golf Cruz de Hueso (ubicado en el distrito de San Bartolo, provincia de Lima). Actualmente sobre sus terrenos de 24,6 ha. pertenecientes al Instituto Peruano del Deporte se ejecuta el proyecto del primer campo de golf público del Perú, a cargo de la Federación Peruana de Golf.